# Ramal C27 del Ferrocarril Belgrano
El Ramal C27 pertenecía al Ferrocarril General Belgrano, Argentina.

## Ubicación
Se hallaba íntegramente en la provincia de  Santiago del Estero dentro de los departamentos Copo y Alberdi.

## Características
Era un ramal de la red de vía estrecha del Ferrocarril General Belgrano, cuya extensión era de 50 km entre las cabeceras Pampa de los Guanacos y Sachayoj. 
Sus vías se usaban para trenes de carga. No presta servicios desde la década de 1970, a excepción de la Estación Pampa de los Guanacos que es estación intermedia del servicio de cargas que presta la empresa estatal Trenes Argentinos Cargas.

## Historia
El ramal fue construido en 1935 por el Ferrocarril Central Norte Argentino, siendo principalmente un ramal de cargas, para trasladar madera producida en la zona.